# Marktzeuln
Marktzeuln är en köping (Markt) i Landkreis Lichtenfels i Regierungsbezirk Oberfranken i förbundslandet Bayern i Tyskland.
Köping ingår i kommunalförbundet Hochstadt-Marktzeuln tillsammans med kommunen Hochstadt am Main.